# فردریک کلکلی
فردریک کلکلی (انگلیسی: Frederick Chalkley؛ زادهٔ Q2 1875) بازیکن فوتبال اهل بریتانیا است.
از باشگاه‌هایی که در آن بازی کرده‌است می‌توان به باشگاه فوتبال لیتون اورینت اشاره کرد.